# Susanne Wetterich

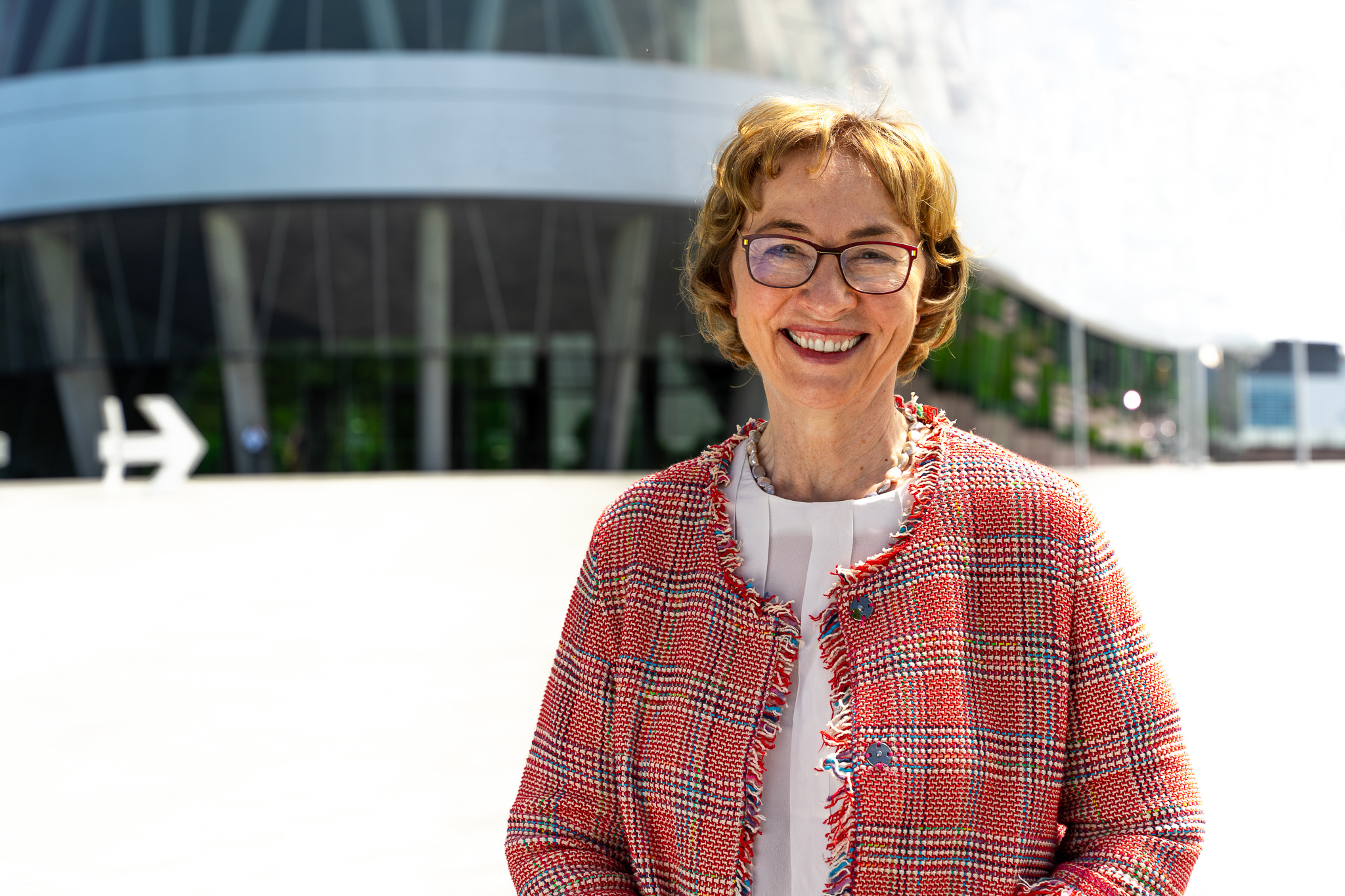
Susanne Wetterich

Susanne Wetterich (* 21. April 1956 in Freiburg im Breisgau) ist eine deutsche Politikerin (CDU), Journalistin und Autorin. Sie ist Vorsitzende der Frauen-Union Baden-Württemberg, seit 2014 Regionalrätin im Verband Region Stuttgart und war von Juli bis Oktober 2021 Mitglied des Deutschen Bundestages.

## Werdegang
Susanne Wetterich besuchte das Berthold-Gymnasium Freiburg und legte 1976 ihr Abitur am Karls-Gymnasium Stuttgart ab. Anschließend studierte sie Germanistik und Geschichte an der Universität Stuttgart, das sie 1981 mit dem Ersten Staatsexamen beendete. 1984 folgte das Zweite Staatsexamen (Höheres Lehramt an Gymnasien) in den Fächern Deutsch und Geschichte. Dem schloss sich 1984 ein Volontariat beim Süddeutschen Rundfunk an.
Von 1985 bis 1992 war Wetterich Redakteurin beim Süddeutschen Rundfunk Stuttgart, Hörfunk-Redaktion „Land und Leute“. Für ihre Berichterstattung im Bereich Archäologie und Denkmalschutz wurde sie 1990 mit dem Medienpreis des Deutschen Nationalkomitees für Denkmalschutz ausgezeichnet.
1992 wurde sie vom Gemeinderat der Landeshauptstadt Stuttgart zur Leiterin des Presse- und Informationsamtes gewählt. Dieses Amt übte sie bis 2002 unter den Oberbürgermeistern Manfred Rommel und Wolfgang Schuster aus. In dieser Funktion war sie eine der beiden Gründungsgeschäftsführer des Turmforums Stuttgart 21. Daneben übernahm sie Aufgaben im Deutschen Städtetag, u. a. als Mitglied des Presseausschusses.
Seit 2003 arbeitet sie freiberuflich in der Medien- und Öffentlichkeitsarbeit („Susanne Wetterich Kommunikation“).
Wetterich ist Kirchengemeinderätin der evangelischen Magdalenenkirchengemeinde Stuttgart und Mitglied des Gesamtkirchengemeinderats Stuttgart, stellvertretende Vorsitzende der Deutsch-Israelische Gesellschaft Region Stuttgart e.V. sowie Stiftungsratsmitglied der Erika-Reinhardt-Stiftung für Kinder mit Speiseröhrenfehlbildung.
Susanne Wetterich ist verheiratet.

## Politisches Engagement
2000 trat Wetterich in die CDU ein. Von 2004 bis 2021 war sie Vorstandsmitglied der Frauen Union Stuttgart, 2008 bis 2021 stellvertretende Vorsitzende.
Seit 2007 gehört sie dem Bezirksvorstand der Frauen Union Nordwürttemberg an, deren Vorsitzende sie von 2011 bis zum 8. April 2022 war. In dieser Funktion gehört sie seit 2011 dem Landesvorstand der Frauen Union an. 2015 bis 2019 war sie zudem Mitglied im Bundesvorstand der Frauen Union.
Am 20. Juli 2019 wurde sie zur Landesvorsitzenden der Frauen Union Baden-Württemberg gewählt. Am 21. Mai 2022 und am 28. September 2024 wurde sie in diesem Amt bestätigt.
Seit Oktober 2019 ist sie stellvertretende Vorsitzende des Bezirksverbands Nordwürttemberg der CDU, dem sie seit 2013 als gewähltes Mitglied angehört. Von 2012 bis 2016 und 2018 bis 2021 als Pressesprecherin gehörte sie dem Kreisvorstand der CDU Stuttgart an.
Bei den Koalitionsverhandlungen zur Bildung grün-schwarzen Landesregierung in Baden-Württemberg 2016 war sie Mitglied der Verhandlungskommission der CDU in der Arbeitsgruppe „Soziales und Gesundheit“. Bei den Koalitionsverhandlungen 2021 verhandelte sie für die CDU in der Arbeitsgruppe AG 06 Inneres, Justiz, Verfassung, Kommunen, insbesondere das Thema Wahlrechtsreform in Baden-Württemberg mit.
Bei der Bundestagswahl 2017 kandidierte sie auf Listenplatz 11 der Landesliste der CDU Baden-Württemberg. Über die Landesliste rückte sie zum 1. Juli 2021 für Karin Maag in den Deutschen Bundestag nach. Bei der Bundestagswahl 2021 erhielt sie kein erneutes Mandat und schied damit aus dem Parlament aus.

## Tätigkeit als Regionalrätin
Nach Kandidaturen 2004 und 2009 zog Wetterich mit der Kommunalwahl 2014 über die Liste der CDU Stuttgart in das Regionalparlament des Verbands Region Stuttgart ein. Dort ist sie Mitglied im Planungsausschuss und stellvertretendes Mitglied im Verkehrsausschuss sowie im Ausschuss für Wirtschaft, Infrastruktur und Verwaltung. Bei der Regionalwahl am 26. Mai 2019 sowie bei der Regionalwahl am 9. Juni 2024 wurde sie wiederum gewählt und gehört seit 2019 dem Fraktionsvorstand der CDU/ödp-Fraktion an.
Von 2004 bis 2017 war sie außerdem Bezirksbeirätin im Bezirksbeirat Stuttgart-West.

## Veröffentlichungen

### Monographien
- mit Rudolf Birkl: Vereinsreden. Musteransprachen und Hinweise für den Vereinsvorstand. (begründet von Birkl, fortgeführt von Wetterich). Richard Boorberg Verlag, 8. Auflage 2004. (Loseblattsammlung, weitere Ergänzungen 2006 und 2007). ISBN 978-3-415-02375-8
- mit Ewald Müller: Rathaus im Klartext. Moderne Bürgerinformation, Jehle, 2005. ISBN 978-3-7825-0458-4
- Beitrag Land und Leute, in: Tour de Ländle 1. Deutscher Wanderverlag, 1990. ISBN 3-8134-0228-2
- Beitrag Land und Leute, in: Tour de Baden-Württemberg. Deutscher Wanderverlag, 1991. ISBN 3-8134-0260-6
- Davids Stern an Rhein und Neckar. Ausflüge auf den Spuren jüdischen Lebens in Baden-Württemberg. Silberburg-Verlag, 1990. ISBN 3-925344-38-1
- Romanik. Kultur- und Radtouren in Baden-Württemberg. Silberburg-Verlag, 1990. ISBN 3-925344-37-3

### Herausgeberschaften
- Die schönsten Sonntagsgeschichten. Silberburg-Verlag, 1988. ISBN 3-925344-30-6